# 862-й истребительный авиационный полк
862-й истребительный авиационный полк (862-й иап) — воинская часть Военно-воздушных сил (ВВС) Вооружённых Сил РККА, принимавшая участие в боевых действиях Великой Отечественной войны.

## Наименования полка
За весь период своего существования полк своё наименование не менял:
- 862-й истребительный авиационный полк;
- 862-й истребительный авиационный полк ПВО;
- Войсковая часть (Полевая почта) 21290.

## История и боевой путь полка
862-й истребительный авиационный полк начал формироваться 5 мая 1942 года в Закавказском военном округе на аэродроме Рустави за счёт личного состава Руставской и Цнорис-Цхальской ВАШП, а также 11-го и 25-го запасных авиационных полков ВВС Закавказского военного округа по штату 015/174 на самолётах ЛаГГ-3. Формирование полк окончил 12 мая 1942 года. С 15 мая вошёл в состав ВВС Закавказского военного округа, где находился до 5 июня 1942 года.
С 5 июня 1942 года приступил к боевой работе в составе ВВС 46-й армии Закавказского фронта на самолётах ЛаГГ-3. 4 августа на короткий срок передан в ВВС 44-й армии Закавказского фронта, а 7 августа 1942 года вошёл в состав 217-й истребительной авиационной дивизии 4-й воздушной армии Северной группы войск Закавказского фронта.
Первая известная воздушная победа полка в Отечественной войне одержана 24 августа 1942 года: лейтенант Матицын В. И. в воздушном бою в районе севернее г. Моздок сбил немецкий истребитель Ме-109 (Messerschmitt Bf.109).
С 15 октября полк боевой работы не вёл, доукомплектовываясь во фронтовом тылу личным составом и матчастью, после чего вернулся на фронт, имея в боевом составе 14 ЛаГГ-3 и 5 Як-1. 15 ноября 1942 года возобновил боевую работу в составе 217-й истребительной авиационной дивизии 4-й воздушной армии Закавказского фронта на самолётах ЛаГГ-3 и Як-1. 23 декабря 1942 года полк передал в 166-й истребительный авиационный полк 2 лётчиков, 17 человек инженерно-технического состава и 2 человека начальствующего состава; в 249-й иап —
7 лётчиков, 12 человек инженерно-технического состава и 1 человека начальствующего состава, 5 ЛаГГ-3, 2 Як-1, 1 УТИ-4 и 1 У-2, после чего управление полка и 1-я эскадрилья убыли в 6-й отдельный учебно-тренировочный авиационный полк 4-й воздушной армии. В 6-м оутап полк переформирован по штату 015/284 и 17 марта 1943 года убыл в 25-й запасной истребительный авиационный полк ВВС Закавказского фронта в г. Аджи-Кабул Азербайджанской ССР, где до 10 сентября 1943 года освоил английские истребители «Харрикейн».
15 сентября 1943 года полк передан из ВВС КА в войска ПВО ТС и включён в состав 141-й истребительной авиационной дивизии ПВО ПВО Куйбышевского района ПВО Восточного фронта ПВО. Боевой работы не вёл. В апреле 1943 года из 141-й истребительной авиационной дивизии ПВО передан в состав 142-й истребительной авиационной дивизии ПВО 3-го корпуса ПВО Северного фронта ПВО. Боевой работы не вёл. 28 июля 1944 года передан из 142-й истребительной авиационной дивизии ПВО в 320-ю истребительную авиационную дивизию ПВО 1-й воздушной истребительной армии ПВО Особой Московской армии ПВО. Боевой работы не вёл.
В августе 1944 года вместе с 320-й истребительной авиационной дивизией ПВО из 1-й воздушной истребительной армии ПВО Особой Московской армии ПВО передан в состав 82-й дивизии ПВО Северного фронта ПВО, а в октябре 1944 года в составе 320-й иад ПВО передан в 84-ю дивизию ПВО Северного фронта ПВО. 24 декабря 1944 года вместе с 320-й иад ПВО 84-й дивизии ПВО включён в состав войск Западного фронта ПВО (2 формирования), который преобразован из Северного фронта ПВО. В марте 1945 года полк в составе 320-й иад ПВО передан из 84-й дивизии ПВО в 5-й корпус ПВО Северного фронта ПВО. В зимне-весенний период 1945 года полностью перевооружён американскими истребителями «Аэрокобра».
С 3 апреля по 9 мая 1945 года полк вёл боевую работу по прикрытию объектов 1-го Белорусского фронта в составе 320-й иад ПВО 5-го корпуса ПВО на самолётах «Аэрокобра». День Победы 9 мая 1945 года полк встретил на аэродроме Лавица (западная окраина города Познань, Польша).

### Участие в операциях и битвах
- Северо-Кавказская операция:
  - Армавиро-Майкопская операция — с 6 августа 1942 года по 17 августа 1942 года.
  - Моздок-Малгобекская операция — с 1 сентября 1942 года по 28 сентября 1942 года.
  - Нальчикско-Орджоникидзевская операция — с 25 октября 1942 года по 12 ноября 1942 года.
- прикрытие войск и объектов тыла
- ПВО Полтавского аэроузла (Миргород, Пирятин), используемого авиацией союзников для «челночных» налётов на Германию с 20 мая 1944 года по 23 ноября 1944 года[3].
- прикрытие войск 1-го и 2-го Белорусских фронтов, Киевского военного округа — с 1 января 1945 года
- прикрытие войск Белорусско-Литовского военного округа — с 1 февраля 1945 года
- прикрытие войск 1-го Белорусского фронта в период проведения Берлинской операции с 16 апреля 1945 года по 8 мая 1945 года

### В составе действующей армии
В составе действующей армии:
- с 15 мая 1942 года по 20 декабря 1942 года.

### Итоги боевой деятельности полка
Всего за годы Великой Отечественной войны полком:
| Выполнено боевых вылетов | Сбито самолётов в воздухе | Уничтожено самолётов всего |
| ------------------------ | ------------------------- | -------------------------- |
| 1029                     | 22                        | 24                         |

Свои потери:
| Потеряно самолётов, всего | Погибло лётчиков всего                                               |
| ------------------------- | -------------------------------------------------------------------- |
| 24 (23 ЛаГГ-3, 1 Як-1)    | 13 (погибло в воздушных боях — 9, не вернулось с боевых заданий — 4) |

### Послевоенная история полка
После войны полк на самолётах Аэрокобра входил в состав 320-й иад ПВО 20-й воздушной истребительной армии ПВО. 15 июля 1946 года 862-й истребительный авиационный полк был расформирован на аэродроме Лавица (западная окраина города Познань, Польша).

## Командиры полка
- майор Цыганков Александр Афанасьевич[1], 05.05.1942 — 12.10.1942
- майор Токарев Моисей Степанович[1], 12.10.1942 — 19.12.1942
- майор Шаповалов Алексей Александрович[1], 19.12.1942 — 03.1944
- майор Легута Михаил Данилович[1], 03.1944 — 05.1944
- майор Рожков Василий Дмитриевич[1], 05.1944 — 11.1945

## Отличившиеся воины
- Токарев Моисей Степанович, майор, командир 862-го истребительного авиационного полка 217-й истребительной авиационной дивизии 4-й воздушной армии 13 декабря 1942 года Указом Верховного Совета СССР за умелое командование авиационным полком, образцовое выполнение боевых заданий командования на фронте борьбы с немецко-фашистскими захватчиками и проявленные при этом мужество и героизм удостоен звания Герой Советского Союза. Золотая Звезда № 830.

## Лётчики-асы полка
| Фамилия, имя отчество          | Награды | Сбито самолётов (+ в группе) | Примечание |
| ------------------------------ | ------- | ---------------------------- | --- |
| Жаров Владимир Никифорович     |         | 7 + 2                        | Лётчик полка: сент. — дек. 1942. Боевых вылетов: 646; воздушных боёв: 63                                         |
| Новиков Константин Афанасьевич |         | 28 + 5                       | Лётчик полка: сент. 1942. Боевых вылетов: 468; воздушных боёв: 98                                                |
| Рожков Василий Дмитриевич      |         | 7 + 2                        | Лётчик полка: май 1944 — май 1945. Боевых вылетов: 380                                                           |
| Токарев Моисей Степанович      |         | 12 + 1                       | Лётчик и командир полка: авг. — дек. 1942. Боевых вылетов: более 200. Погиб 8 июля 1943 г. Сбит в воздушном бою. |
| Шевелев Сергей Николаевич      |         | 14 + 0                       | Лётчик полка: сент. — дек. 1942. Боевых вылетов: 186; воздушных боёв: 40                                         |
| Шумков Михаил Никифорович      |         | 5 + 2                        | Лётчик полка: авг. — дек. 1942. Пропал без вести 2 июня 1943 г. Не вернулся с боевого задания.                   |

## Самолёты на вооружении
| Период                  | Самолёты  | Фото                            | Период                  | Самолёты  | Фото                 |
| ----------------------- | --------- | ------------------------------- | ----------------------- | --------- | -------------------- |
| 05.05.1942 — 23.12.1942 | ЛаГГ-3    | ЛаГГ-3                          | 10.1942 — 23.12.1942    | Як-1      | Як-3                 |
| 05.05.1942 — 23.12.1942 | УТИ-4     | УТИ-4 (И-16 тип 15)             | 05.05.1942 — 23.12.1942 | У-2       | У-2 (По-2)           |
| 17.03.1943 — 1945       | Харрикейн | Hurricane с английскими знаками | 03.1945 — 1946          | Аэрокобра | Airacobra Bell P-39D |

## Базирование
| Период            | Аэродром                          |
| ----------------- | --------------------------------- |
| 06.1945 — 07.1946 | аэродром Торунь, (Торунь, Польша) |